# Praćevac
Praćevac es un pueblo ubicado en el municipio de Berane, en Montenegro.

## Demografía
Hasta 2011 la población era de 31 habitantes, conformada por 14 hogares y 51 viviendas.
| 222                                                              | 218 | 227 | 171 | 98 | 56 | 43 | 31 |
| (Fuente: Population statistics of Eastern Europe & former USSR.) |     |     |     |    |    |    |    |

| Etnicidad                                           | Número | Porcentaje |
| --------------------------------------------------- | ------ | ---------- |
| Serbios                                             | 27     | 62,79 %    |
| Montenegrinos                                       | 13     | 30,23 %    |
| Otros                                               | 3      | 6,98 %     |
| Fuente: Republic of Montenegro. Statistical Office. |        |            |